# Hondelange
Hondelange (Luxemburgs: Hondel, Waals: Hondlindje, Duits: Hundelingen) is een dorp in de Belgische provincie Luxemburg en een deelgemeente van Messancy in het arrondissement Aarlen.

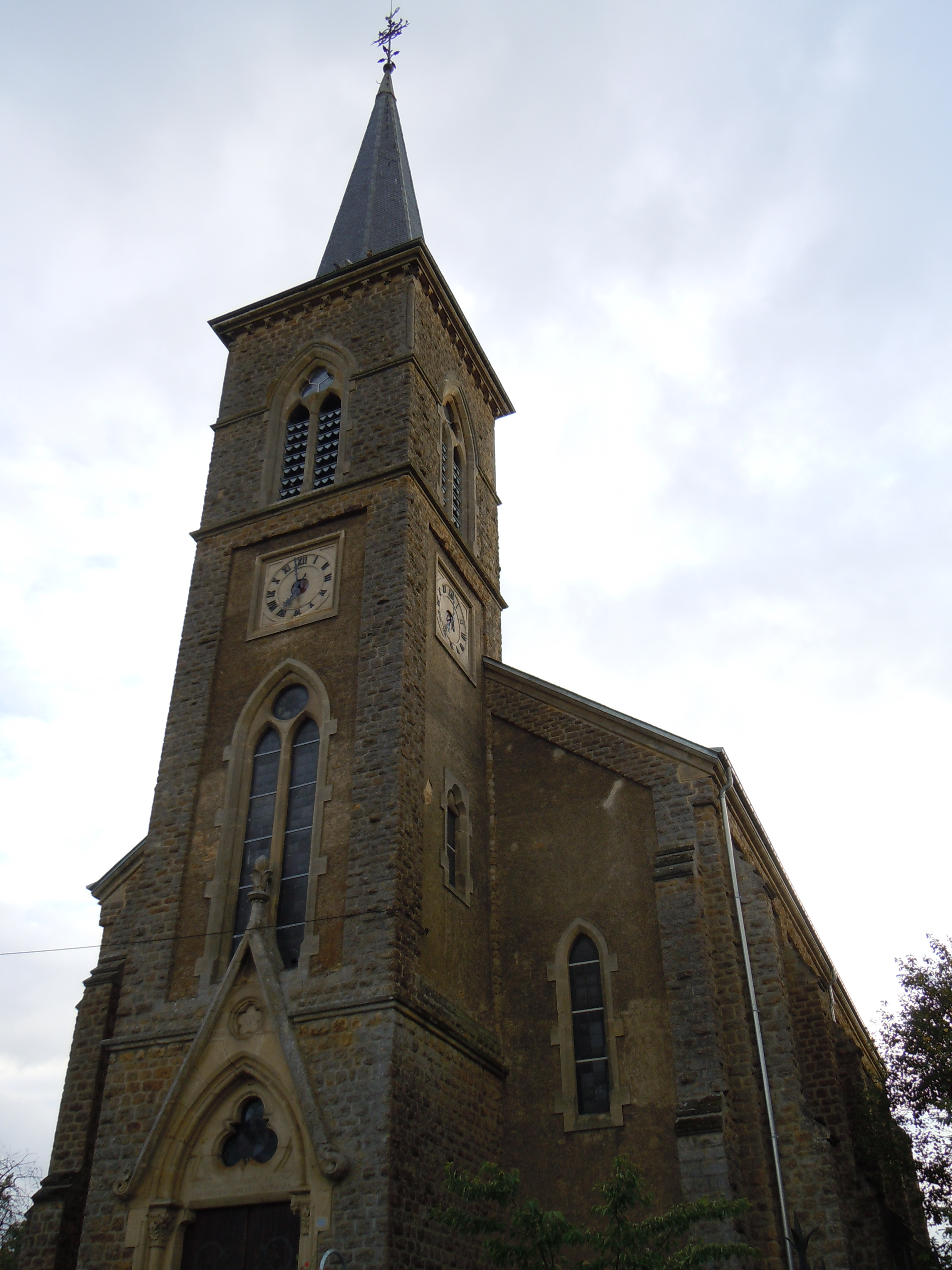
Église Saint-Remacle

## Geschiedenis
Hondelange was de zetel van een weinig belangrijke grondheerlijkheid. Op het eind van het ancien régime werd Hondelange een gemeente, waartoe ook Wolkrange, Buvange en Sesselich behoorden. In 1922 werden Wolkrange, Buvange en Sesselich afgesplitst in de nieuwe gemeente Wolkrange.
Bij de gemeentelijke herindeling van 1977 werd Hondelange een deelgemeente van Messancy.

## Demografische ontwikkeling
- Bronnen:NIS, Opm:1831 tot en met 1970=volkstellingen
- 1930: Afsplitsing van Wolkrange, Buvange en Sesselich in 1922

## Bezienswaardigheden
- De Église Saint-Remacle
- In Hondelange was van 1990 tot 2002 het militair Victory Memorial Museum gevestigd.

## Geografie
Het dorp ligt op een hoogte van 316 meter. De ondergrond bestaat voornamelijk uit zandgrond. Door de plaats stroomt de Hondelingenbeek.
Deelgemeenten: Habergy · Hondelange · Messancy · Sélange · Wolkrange

Overige dorpen: Bébange · Buvange · Differt · Guelff · Longeau · Turpange

Belgische gemeenten · Arrondissement Aarlen · Luxemburg · Wallonië